# Cebu City
Cebu City – miasto na Filipinach na wschodnim wybrzeżu wyspy Cebu. Ośrodek administracyjny prowincji Cebu. W 2020 roku jego populacja liczyła 964 169 mieszkańców. Jest piątym najludniejszym miastem kraju.
Obszar metropolitalny Cebu (zwany Metro Cebu) obejmujący m.in. miasta: Cebu, Talisay, Consolacion, Mandaue, Lapu-Lapu jest drugim co do wielkości na Filipinach po Metro Manila.
Ośrodek przemysłu spożywczego, petrochemicznego, włókienniczego, drzewnego. Główny port morski wyspy, obsługuje wywóz manili, kopry, drewna i oleju kokosowego. Światowe centrum produkcji mebli rattanowych.
W mieście funkcjonuje 5 wyższych uczelni, najstarszą z nich jest katolicki uniwersytet założony przez Jezuitów w 1595 roku – Uniwersytet Świętego Karola.

## Historia
7 kwietnia 1521 roku przybył tu Ferdynand Magellan ze swoją wyprawą; w miejscu lądowania ustawił krzyż, który przetrwał do dziś i znajduje się w małej kapliczce na ulicy noszącej dziś imię Magellana; zginął 27 kwietnia 1521 na pobliskiej wysepce Mactan. Osadę udało się założyć Hiszpanom w 1565 roku, nazwano ją San Miguel to Villa del Santissimo Nombre de Jesus; w tymże roku ufundowano pierwszą świątynię katolicką, Basilica Minore del Santo Niño; w 1571 roku miasto przemianowano na Cebu.

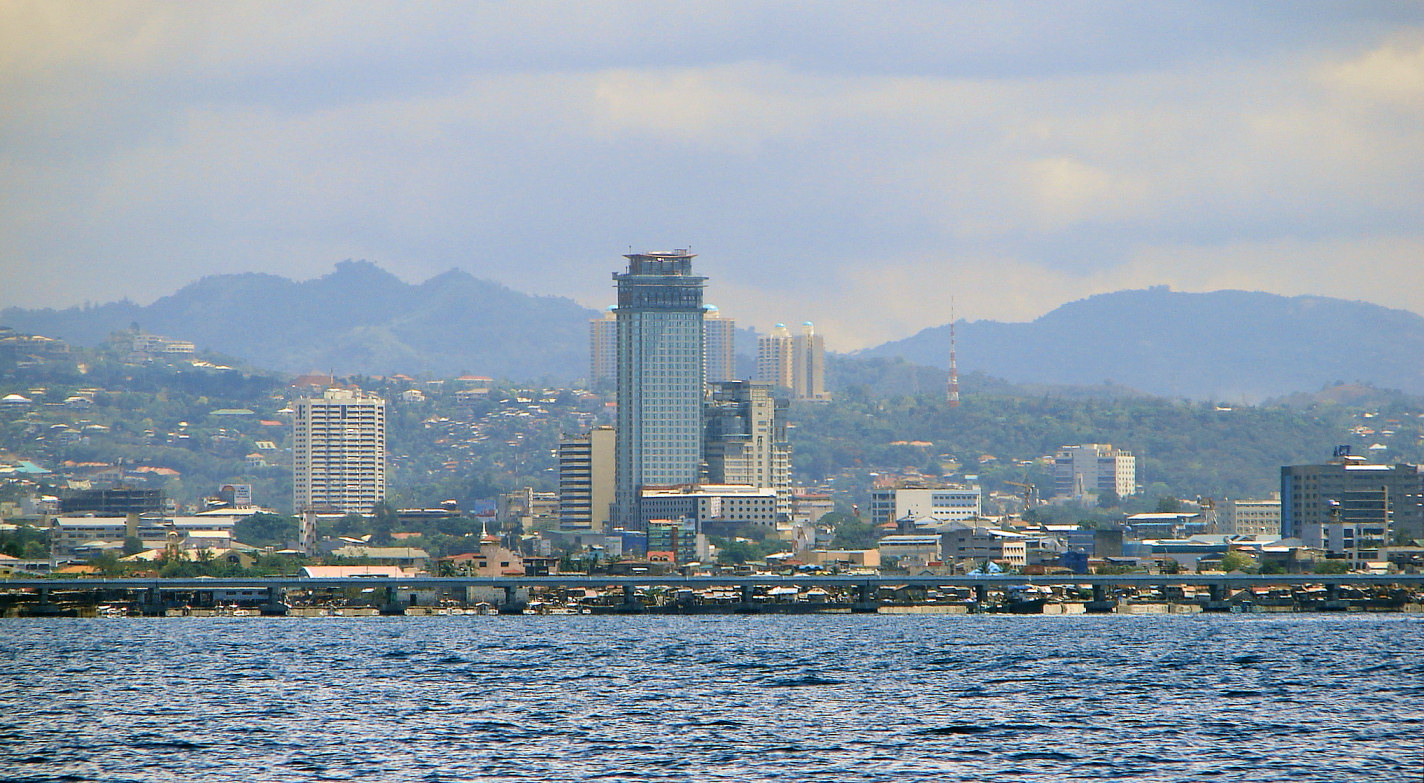
Cebu – widok z morza

## Współpraca
Miejscowości partnerskie:
- Bandung, Indonezja
- Barcelona, Hiszpania
- Chula Vista, Stany Zjednoczone
- Guam, Mikronezja
- Guangdong, Chiny
- Haarlemmermeer, Niderlandy
- Kortrijk, Belgia
- Kuangsi, Chiny
- Lublana, Słowenia
- Petersburg, Rosja
- Syczuan, Chiny
- Yeosu, Korea Południowa